# Warner Independent Pictures
Warner Independent Pictures (krócej: WIP) – amerykańska niezależna wytwórnia filmowa, zajmująca się produkcją i dystrybucją filmów artystycznych, oddział przedsiębiorstwa medialnego Warner Bros., który należał do WarnerMedia, znanego wówczas jako Time Warner.
Wytwórnia została założona 7 sierpnia 2003 roku przez Polly’ego Cohena Johnsena, miała swoją siedzibę w Burbanku, w stanie Kalifornia.
Firma finansowała, produkowała, kupowała i dystrybuowała filmy fabularne, których budżet nie przekraczał 20 milionów dolarów.
8 maja 2008 roku ogłoszono, że Time Warner zamknie Warner Independent Pictures i Picturehouse. W 2013 roku Picturehouse został ponownie uruchomiony jako odrębny właściciel.